# Culture de Tsaroubintsy
Objets typiques
ustensiles en fer (faux), rotation des cultures
La culture de Tsaroubintsy, ou de Zarubinets, s'est épanouie du IIIe siècle av. J.-C. au Ier siècle au nord de la Mer Noire, depuis la haute et moyenne vallée du Dniepr et la vallée de la Pripiat jusqu'au sud de la vallée de la Boug à l'ouest. Les sites archéologiques de Tsaroubintsy sont particulièrement nombreux entre les vallées de la Desna et du Ros, ainsi qu'au bord de la Pripiat. Ils ont été décrits en 1899 par l'archéologue tchéco-ukrainien V. V. Chvojka. Cette culture, maintenant attestée par 500 sites de fouilles, tire son nom d'un village des bords du Dniepr où des urnes funéraires ont été exhumées. La culture de Tsaroubintsy est généralement associée aux Protoslaves.

## Formation
La culture de Tsaroubintsy était composite, influencée tout à la fois par les Celtes de la culture de La Tène (Bastarnes et Skires notamment) et par les nomades des steppes (Scythes et Sarmates). L'influence des peuples des steppes est manifeste dans le domaine de la céramique, de l’armement, des ustensiles domestiques et des effets personnels. Au IIIe siècle, cette culture fut balayée par les Goths et supplantée par la culture de Tcherniakhov.

## Mode de subsistance
Le nombre de faucilles mises au jour montre que les hommes de Tsaroubintsy étaient principalement des agriculteurs. Pobol estime que la région a connu à ce moment la transition entre l'agriculture sur brûlis et la rotation des cultures. Par ailleurs, les hommes de Tsaroubintsy pratiquaient l'élevage : on a trouvé des ossements d'ovins, de bovins, de chevaux et de porcs. Certains vestiges indiquent qu'ils pratiquaient le commerce de fourrures avec des cités grecques de la mer Noire.

## Habitat
Quelques villages sont entourés d'un fossé et de levées de terre, sans doute pour se défendre d'attaques des tribus venues de la steppe. Les maisons sont tantôt de plain-pied, tantôt semi-enterrées. Des poteaux supportent les cloisons, le centre est occupé par le foyer, et de grands puits coniques sont creusés à proximité.

## Sépultures
Les habitants pratiquaient la crémation. Les cendres étaient soit déposées dans une grande urne funéraire faite à la main, soit jetées dans un grand puits et entourées de nourriture et de bijoux : bracelets spiraux et fibules du type de La Tène (moyen et tardif).

## Déclin
Le déclin de la culture de Tsaroubintsy semble se manifester par un courant d’émigration dans plusieurs directions, car on observe que la densité des villages au centre de la région décroît, tandis que des colonies du Tsaroubintsy tardif se forment le long de deux grands axes : l’influence de la culture de Tsaroubintsy est manifeste dans l'est des Carpates et en Podolie, et, à un moindre degré, vers le nord dans les forêts. Ce courant migratoire est provoqué par l'aridité croissante du climat, qui pousse la population à quitter ses collines fortifiées pour rejoindre les grandes vallées fluviales plus au sud. Ce mouvement vers le sud a mis les hommes de Tsaroubintsy au contact des groupes sarmates du bassin du Don migrant vers l'ouest et des peuplades thraces. Dès le IIIe siècle, le berceau originel de la culture de Tsaroubintsy était réoccupé dans sa partie centrale par la culture de Kiev, et à l'ouest (Ruthénie, Pologne) par les peuples de la culture de Wielbark.